# Otus collari
Mocho-d'orelhas-de-sangihe ou mocho-de-orelhas-das-sanguir (Otus collari) é uma espécie de ave estrigiforme pertencente à família Strigidae.